# 이애란 (가수)
이애란(본명: 이은옥, 1963년 3월 25일 ~ )은 대한민국의 트로트 가수이다. 25년이라는 긴 무명 생활이 있었지만 2013년 4월 《명품 가요쇼》에서 노래 백세인생의 "못 간다고 전해라" 라는 가사가 나왔던 장면이 화제가 되어 유행을 타기 시작하였다. 2017년 발표한 《백년의 길》또한 많은 사랑을 받고 있다
현재 거주지는 경기도 하남시이다.

## 학력
- 양덕 상업고등학교 졸업

## 음반 목록
- 1990년 서울 뚝배기 OST
- 1995년 저 세상이 부르면  이렇게 답하리 (국악 ver.)
- 2006년 천년의 사랑
- 2010년 사랑의 등불
- 2013년 저세상이 부르면 (현대퓨전음악 ver.)
- 2013년 날 떠나버린 너
- 2013년 내고향 홍천
- 2015년 백세인생
- 2016년 얄미운 사람
- 2016년 꿈을 향하여
- 2017년 백년의 길
- 2019년 가요 한 마당
- 2019년 아픈 사랑
- 2019년 가화 이애란 골드 디스트
- 2020년 애란화/천상 (하늘의 은혜)
- 2020년 해원사 주지보승
- 2021년 모진 세월
- 2021년 소금에 핀 꽃
- 2021년 어느 아버지의 인생
- 2021년 드디어 내가
- 2021년 빗소리
- 2022년 백세인생(차차차2집)
- 2022년 사랑하고 싶어

## 수상
- 2016년 제14회 대한민국 전통가요대상 여자가수부문 우수상[1]
- 2016년 2월 17일 제5회 《가온 차트 K-POP 어워드》 올해의 발견상 트로트 부문
- 2021년 2월 19일 제3회 가요TV 가요대상 베스트싱어상 수상
- 2021년 12월 13일 가요창작인이 선정한 대한민국 최고 가수상 (백새인생) 수상
- 2023년 6월 4일 송해문화예술진흥원  공로패 수상
- 2023년 제9회 대한민국 예술문화 스타대상 올해 최고 가수상 수상
- 2023년 7월 12일 제6회 대한민국 문화예술대상 여자가수 대상 수상
- 2023년 12월 5일 제6회 가요TV 가요대상 골드싱어 대상 수상
- 2024년 1월 31일 제10회 대한민국 예술문화스타대상 올해의 최고 가수상 수상
- 2024년 10월10일 제7회 대한민국을 빛낸 13인대상 문화발전공헌대상 수상
- 2024년 11월16일 경기도지사 표창장 수상(제5332호)

## 홍보 대사
- 2016년 장수도시 의정부시 홍보대사
- 2016년 제2기 홍천군 홍보대사
- 2023년 11월 9일 대한노인복지 총 연합회 홍보대사
- 2024년 5월 24일 용인시 기흥노인복지관 홍보대사
- 2024년 11월 18일 대한노인회 서울특별시 연합회 홍보대사(제24-183호)

1. ↑  “'백세인생' 이애란, 전통가요대상 우수상 수상 영예”. 헤럴드경제. 2016년 1월 19일.